# Z-11贝恩德·冯·阿尼姆号驱逐舰
Z-11“贝恩德·冯·阿尼姆”号（德語：Z 11 Bernd von Arnim）是德国国家海军暨战争海军于1930年代中期建造的十六艘1934级驱逐舰之一，得名于在一战中阵亡的G-42号鱼雷艇艇长、德意志帝国海军上尉贝恩德·冯·阿尼姆。该舰于1935年4月26日开始在基尔的日耳曼尼亚船厂铺设龙骨，1936年7月8日下水，至1938年12月6日交付使用。二战初期，Z-11号先是被派往封锁波兰海岸，但不久便被转移到德意志湾，在德国水域布设雷区。1939年末，该舰在英国海岸成功进行了一次布雷出击，导致一艘英国军舰和七艘商船沉没。1940年4月初，即挪威战役的早期阶段，它在运送部队到纳尔维克地区时曾与英国驱逐舰萤火虫号交火，但双方均未受损。几天后，Z-11号被卷入两次纳尔维克海战，并在耗尽弹药后被迫自沉。

## 设计
Z-11“贝恩德·冯·阿尼姆”号的水线长和全长分别为114米和119米，有11.3米的舷宽以及最大4.23米吃水深度；其设计排水量为2,270吨，满载时则可达3,190吨。该舰由两台瓦格纳齿轮传动蒸汽轮机提供动力，各负责驱动一副直径为3.25米的三叶螺旋桨。过热蒸汽则由六台本森强制循环锅炉供应，这使得它在70,000匹軸馬力（52,000千瓦特）额定功率下的设计航速为36節（67每小時）。Z-11号最多可贮存752吨燃料油，理论上能够以19節（35每小時）的速度的巡航4,400海里（8,100），但实际它在运用过程中重心过高，30%的燃料必须作为压舱物保留在舰内。事实证明，19节航速时的有效行程仅为1,530海里（2,830）。舰只的标准船员编制为10名军官和315名水兵，在担任区舰队旗舰时还可额外增加4名军官和19名水兵。
该舰装备有五门127毫米34式速射炮，架设在带有炮挡的单装炮座上。其中舰艛的前后各有两门采用背负式布置，第五门则安装在后部舰艛的顶端，并从前到后编为1至5号。防空武器由安装在与后部烟囱并排的一对双联装炮座上的四门37毫米30式速射炮和六门单座20毫米30式高射炮组成。此外，该舰还在中心线上的两个四联装动力操纵式底座上安装有八具533毫米鱼雷发射管，每个底座配备一对重新装填装置。四个深水炸弹发射器则安装在艉后部甲板室的侧面，再辅以舰艉两侧的六具单装深水炸弹支架，合共可携带32或64枚炸弹。布雷轨道安装在后甲板，最多可贮存60枚水雷。作为探测潜艇的工具，舰上也搭载有一套称为“群听装置”的被动式水听器。

## 历史
Z-11“贝恩德·冯·阿尼姆”号得名于1917年4月21日指挥G-42号鱼雷艇在多佛尔屏障中阵亡的德意志帝国海军上尉贝恩德·冯·阿尼姆。它于1935年1月9日由德国国家海军所订购，自同年4月26日开始在基尔的日耳曼尼亚船厂铺设龙骨，建造序列为537。该舰于1936年7月8日下水，至1938年12月6日交付使用。当第二次世界大战于1939年9月爆发时，Z-11号最初被部署在波罗的海对抗波兰海军并执行对波兰的封锁，但不久便被转移到德意志湾，与其姊妹舰一同在那里布设防御雷区。它还在斯卡格拉克海峡巡逻，以查验来往的中立国船舶是否有搭载违禁品。11月，Z-11号加入了其它驱逐舰在英国海岸布设雷区的行列，于17日至18日夜间与Z-19“赫尔曼·金内”号和Z-21“威廉·海德坎普”号一同，在泰晤士河口中部布下约180枚磁性水雷。英国驱逐舰吉普赛人号、一艘武装拖网船以及另外七艘总计27,565总吨的船舶都在这片雷区沉没。四天后，该舰又成为护送战列舰格奈森瑙号和沙恩霍斯特号穿过北海闯入北大西洋的驱逐舰之一。Z-11号及其姊妹舰Z-10“汉斯·洛迪”号和Z-12“埃里希·吉泽”号原打算在12月6日至7日夜晚前往克罗默附近布设雷区，但它的两台锅炉出现问题，不得不临时关闭。该舰受命返回港口，而另外两艘则继续执行任务。

### 挪威战役
在1940年4月“威悉演习行动”的挪威战役期间，Z-11号被编入第一集群，任务是运送第139山地猎兵团和第3山地师的指挥人员夺取纳尔维克。相关舰只于4月6日开始装载部队，并于第二天启航。4月8日上午，英国驱逐舰萤火虫号在风暴中发现了Z-11号，并在施放烟幕后全速转向西北方向。这艘德国军舰当时正以35節（65每小時）的速度遭受巨浪的重创，并在两名船员落水后被迫将速度降低至27節（50每小時）。英国驱逐舰则更为适应当时的海况，开始逼近Z-11号。后者的舰长、海军少校库尔特·雷歇尔遂下令将舰只转向东北方向，靠近重巡洋舰希佩尔将军号。两艘驱逐舰持续交火了一个小时，但没有任何效果，直到希佩尔将军号进入射程并在不久后便击沉了萤火虫号。

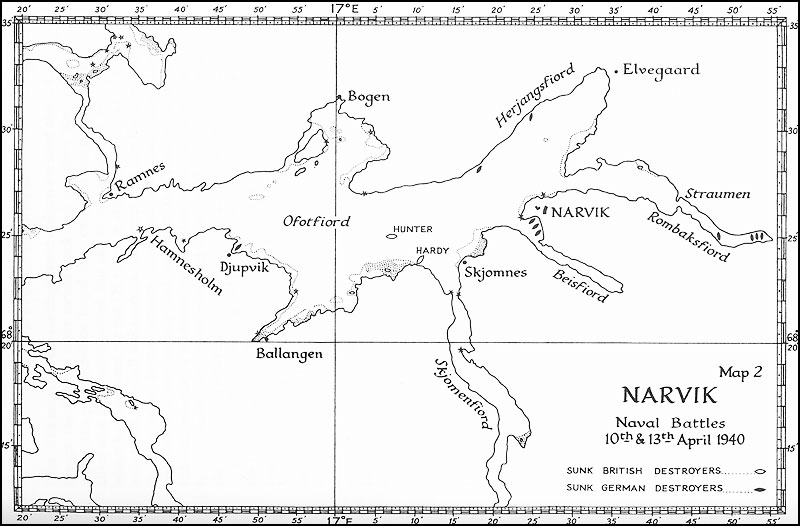
奥福特峡湾地图

德国驱逐舰群于4月9日上午抵达奥福特峡湾，海军准将弗里德里希·邦特率领他的旗舰Z-21号、Z-2号和Z-11号沿着峡湾进一步前往纳尔维克。一场暴风雪使Z-11号和Z-2号顺利进入港湾，并系泊在一个栈桥上。山地部队随之开始登陆，但几分钟后，岸防舰挪威号便发现了这些德舰。前者立即开火，并在600－800米的范围内发射了大约十三枚210毫米炮，然后Z-11号则发射了七枚鱼雷。只有两枚击中了挪威号，但它们引爆了舰上的一个或多个弹药舱，使之立即倾覆沉没。尽管射程很近，但由于黑暗和降雪，挪威号的炮弹却未能击中两艘德国驱逐舰中的任何一艘。Z-11号继而放下小艇营救幸存的挪威水兵，并与停泊在港口的商船合力救出了96人。
由于原计划进驻纳尔维克的两艘补给舰中，只有一艘加油能力较弱的扬·韦勒姆号能够安全抵达，该船一次只能为两艘驱逐舰加油，且效率较低。为避免被侦察，十艘入侵驱逐舰分散开各自停泊于奥福特峡湾各处。其中Z-11与Z-12号是第一批加油的舰只，然后转移到奥福特峡湾南翼离入口处更近的巴兰根峡湾，等待众舰轮流补给完毕。4月10日黎明前不久，英国第2驱逐区舰队的五艘驱逐舰突袭了在纳尔维克港内的五艘德国驱逐舰。英国人用鱼雷击沉了其中的两艘，严重击损了另外三艘，而他们自己只受到轻微的伤害。当他们开始撤退时，遇到了德国第4驱逐区舰队的三艘驱逐舰，后者在英国人开始进攻时便在赫扬斯峡湾收到了警报。德军率先开火，但由于雾霭和英国人沿奥福特峡湾撤退时施放的烟幕，双方的火力都没有发挥作用。为了躲避从纳尔维克一艘驱逐舰射出的三枚鱼雷，三艘德舰不得不掉头离开，但Z-11号和Z-2号也收到了警报，正驶上前去与英国人交战。
Z-11号和Z-2号以丁字战法横在英国区舰队面前，能够在4,000米的范围内进行舷侧齐放。它们率先与英国部队的旗舰哈迪号交火，并造成对方严重损毁。哈迪号的两门舰艏炮都被击毁，引发前部舰艛火灾，只得被迫搁滩以避免沉没。德国人继而将火力转向了下一艘英舰浩劫号。他们的火力相对无效，双方都发射了鱼雷，但没有击中任何目标。浩劫号撤离到后方，以抵御德国第4驱逐区舰队的从后追击。这使得亨特号处于英军的领头位置，但它很快也被德舰点燃，据信是遭到Z-2号发射的鱼雷命中。当亨特号失去转向控制时，又遭到了后侧热刺号的撞击。热刺号得以逃脱，但亨特号不久后便倾覆。幸存的三艘英舰在烟幕的掩护下逃离了德国人的追击。Z-11号在战斗过程中被英军的五枚炮弹击中，其中一枚炸毁了一台锅炉。这在4月13日上午得到修复，该舰还从严重受损的驱逐舰上接收了六枚鱼雷。

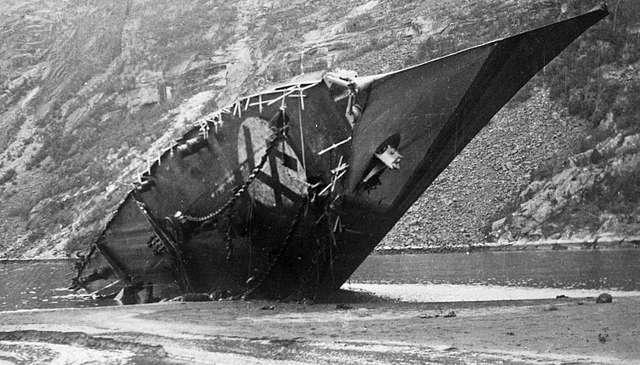
罗姆巴克斯峡湾内的Z-11号残骸

4月12日至13日夜间，幸存的第一集群高阶指挥官、海军中校埃里希·拜接到情报称，预计翌日将有大批驱逐舰和舰载机护航的英国主力舰发动攻击。战列舰厌战号和九艘驱逐舰于4月13日如期出现，却比拜中校预计的要早，使得阵位中的德国人措手不及。包括Z-11号在内的五艘尚可操作的德国驱逐舰从纳尔维克港冲出，与英国舰艇交战。虽然没有命中目标，但它们确实对几艘英国驱逐舰造成了碎片伤害。Z-11号在被驱离之前还曾对英国驱逐舰发动鱼雷攻击，但它的鱼雷全数射失。由于弹药不足，德舰被迫撤退到纳尔维克以东的罗姆巴克斯峡湾（奥福特峡湾的最东端分支），试图在那里伏击追击的英国驱逐舰。Z-11号已经耗尽了所有弹药，只得在峡湾的最顶端搁滩。其船员设置了爆破装药，继而弃舰而去。当英国人抵达时，该舰已然侧翻。舰上的官兵之后加入了岸上的德国部队并继续投身挪威战役，直到6月英国人撤离该地区。